# 野津治仁
野津 治仁（のづ はるひと、ネパール語: हारुहितो नोजु、1960年〈昭和35年〉1月1日 - ）は、日本のネパール語通訳・翻訳者、語学講師。奈良県天理市の出身。JICA語学諮問委員、東京外国語大学OA講師。
弟はタイ研究者の野津幸治。また、従兄（父方）に俳優の佐野史郎がいる。

## 来歴・人物
北九州市立大学文学部英文学科卒業後、1983年2月～1985年3月、1988年8月～1994年3月トリブバン大学に留学（M.A.修了）。通算7年8ヵ月をネパールで過ごす。
多数の翻訳、執筆、首相・皇太子をはじめとする通訳、現地でのテレビ・映画出演を経験。2019年（令和元年）即位礼正殿の儀では儀訪日中のビッディヤ・デヴィ・バンダリネパール連邦民主共和国大統領通訳を担当。
日本におけるネパール語通訳の草分け的存在として知られる。訳書に『ナソ・忘れ形見』（穂高書店）。おもな著書に『旅の指さし会話 25 ネパール』（情報センター出版局）、『CDエクスプレス　ネパール語』（白水社）、『アジア語楽紀行 旅するネパール語』（日本放送出版協会）などがある。

## 書籍

### 単著
- 『旅の指さし会話帳 25 ネパール』2002年（情報センター出版局）
- 『CDエクスプレス　ネパール語』2006年（白水社）
- 『アジア語楽紀行 旅するネパール語』2008年（日本放送出版協会）
- 『ナソ・忘れ形見』1992年（穂高書店）

### 共著・編著

#### 文化
- 『暮らしがわかる〈アジア読本〉』1997年（石井博編、河出書房新社）
- 『ネパールを知るための60章』2000年（日本ネパール協会編、明石書店）

#### 文学翻訳
- 『早稲田文学 No.214』1994年
- 『名短篇 新潮創刊100周年記念 通巻1200号記念』2005年（新潮社）